# Hei (Laarbeek)
De Hei is een buurtschap in het buitengebied van de gemeente Laarbeek in de Nederlandse provincie Noord-Brabant. Laarbeek ontstond in 1997 door samenvoeging van de toenmalige gemeenten Beek en Donk, Lieshout en Aarle-Rixtel. Tot aan de samenvoeging lag de buurtschap deels op Beek en Donks, deels op Lieshouts grondgebied. De gemeentegrens liep precies midden over de hoofdweg die omstreeks 1965 geasfalteerd werd. Aanvankelijk had men aan weerskanten van deze weg verschillende straatnamen, de Beek en Donkse kant heette Veerweg, de Lieshoutse kant Boerdonkse Kampen. Dit is de historische naam van een buitengebied van het kerkdorp Boerdonk maar sinds de aanleg van de  Zuid-Willemsvaart in het begin van de negentiende eeuw wordt het niet meer als zodanig ervaren. Dit leidde tot de nodige verwarring en in de jaren tachtig is de straatnaam aan beide zijden - en dus voor beide dorpen - gewijzigd in De Hei.

## Geboren op de Hei
- Ryan van den Akker, actrice

Hoofdplaats: Beek en Donk      Dorpen: Aarle-Rixtel · Lieshout · Mariahout

Buurtschappen: Achterbosch · Asdonk · Beemdkant · Bemmer · Broek · Broekkant · Deense Hoek · Donkersvoort · Ginderdoor · Groenewoud · Heereind · Hei · Heikant · 't Hof · Hool · Karstraat · Laar · Strijp

Noord-Brabant: Steden en dorpen      Nederland: Provincies · Gemeenten